# Dieter Hübner
Hans Dieter Hübner (ur. 22 stycznia 1942 w Grünwald an der Neiße, obecnie części Jablonca nad Nysą) – niemiecki lekkoatleta, sprinter. W czasie swojej kariery reprezentował Republikę Federalną Niemiec.
Zdobył brązowy medal w sztafecie 4 × 2 okrążenia na europejskich igrzyskach halowych w 1969 w Belgradzie (sztafeta RFN biegła w składzie: Hübner, Herbert Moser, Peter Bernreuther i Manfred Kinder). Na halowych mistrzostwach Europy w 1970 w Wiedniu ponownie wywalczył brązowy medal w tej konkurencji (w składzie: Hübner, Karl-Hermann Tofaute, Ulrich Strohhäcker i Helmar Müller).
Był mistrzem RFN w sztafecie 4 × 100 metrów w 1966 i 1967. W hali był mistrzem RFN w biegu na 200 metrów w 1965 oraz w sztafecie 4 × 400 metrów w 1969 i 1970.